# Hedysarum taschkendicum
Hedysarum taschkendicum är en ärtväxtart som beskrevs av Mikhail Grigoríevič Popov. Hedysarum taschkendicum ingår i släktet buskväpplingar, och familjen ärtväxter. Inga underarter finns listade i Catalogue of Life.